# Îlot de la Baleine (Açores)
Pour les articles homonymes, voir Îlot de la Baleine (homonymie).
L'îlot de la Baleine (portugais : ilhéu da Baleia) est un îlot situé près de la côte nord-ouest de l'île Graciosa, aux Açores, au Portugal. 

## Description
Il s'agit d'un îlot volcanique situé dans la baie de Ponta da Barca (pt). Cette formation basaltique rappelle, de profil, la forme d'une baleine, d'où son nom.
L'îlot est rattaché administrativement à la municipalité de Santa Cruz da Graciosa.